# Lijst van wereldrecords zwemmen
Deze lijst van wereldrecords zwemmen is een overzicht van de huidige, door de FINA erkende wereldrecords op de verschillende wedstrijdonderdelen binnen de zwemsport.

## Langebaan (50 m)

### Mannen
(bijgewerkt t/m 30 juli 2025)
| Afstand              | Zwemmer                                                    | Land                | Tijd     |    | Datum            | Plaats    |
| -------------------- | ---------------------------------------------------------- | ------------------- | -------- | -- | ---------------- | --------- |
| Vrije slag           |                                                            |                     |          |    |                  |           |
| 50 meter             | César Cielo                                                | Brazilië            | 20,91    | ss | 18 december 2009 | São Paulo |
| 100 meter            | Pan Zhanle                                                 | China               | 46,40    |    | 31 juli 2024     | Parijs    |
| 200 meter            | Paul Biedermann                                            | Duitsland           | 1.42,00  | ss | 28 juli 2009     | Rome      |
| 400 meter            | Lukas Märtens                                              | Duitsland           | 3.39,96  |    | 12 april 2025    | Stockholm |
| 800 meter            | Zhang Lin                                                  | China               | 7.32,12  | ss | 29 juli 2009     | Rome      |
| 1500 meter           | Bobby Finke                                                | Verenigde Staten    | 14.30,67 |    | 4 augustus 2024  | Parijs    |
| Rugslag              |                                                            |                     |          |    |                  |           |
| 50 meter             | Kliment Kolesnikov                                         | Rusland             | 23,55    | sf | 27 juli 2023     | Kazan     |
| 100 meter            | Thomas Ceccon                                              | Italië              | 51,60    |    | 20 juni 2022     | Boedapest |
| 200 meter            | Aaron Peirsol                                              | Verenigde Staten    | 1.51,92  | ss | 31 juli 2009     | Rome      |
| Schoolslag           |                                                            |                     |          |    |                  |           |
| 50 meter             | Adam Peaty                                                 | Verenigd Koninkrijk | 25,95    |    | 25 juli 2017     | Boedapest |
| 100 meter            | Adam Peaty                                                 | Verenigd Koninkrijk | 56,88    |    | 21 juli 2019     | Gwangju   |
| 200 meter            | Qin Haiyang                                                | China               | 2.05,48  |    | 28 juli 2023     | Fukuoka   |
| Vlinderslag          |                                                            |                     |          |    |                  |           |
| 50 meter             | Andrij Hovorov                                             | Oekraïne            | 22,27    |    | 1 juli 2018      | Rome      |
| 100 meter            | Caeleb Dressel                                             | Verenigde Staten    | 49,45    |    | 31 juli 2021     | Tokio     |
| 200 meter            | Kristóf Milák                                              | Hongarije           | 1.50,34  |    | 21 juni 2022     | Boedapest |
| Wisselslag           |                                                            |                     |          |    |                  |           |
| 200 meter            | Léon Marchand                                              | Frankrijk           | 1.52,69  |    | 30 juli 2025     | Singapore |
| 400 meter            | Léon Marchand                                              | Frankrijk           | 4.02,50  |    | 23 juli 2023     | Fukuoka   |
| Vrije slag estafette |                                                            |                     |          |    |                  |           |
| 4×100 meter          | Michael Phelps Garrett Weber-Gale Cullen Jones Jason Lezak | Verenigde Staten    | 3.08,24  | ss | 11 augustus 2008 | Peking    |
| 4×200 meter          | Michael Phelps Ricky Berens David Walters Ryan Lochte      | Verenigde Staten    | 6.58,55  | ss | 31 juli 2009     | Rome      |
| Wisselslag estafette |                                                            |                     |          |    |                  |           |
| 4×100 meter          | Ryan Murphy Michael Andrew Caeleb Dressel Zach Apple       | Verenigde Staten    | 3.26,78  |    | 1 augustus 2021  | Tokio     |

ss - supersonische plastic zwempakken wereldrecord (verboden vanaf 2010; thans mogen pakken enkel nog uit textiel bestaan en voor mannen mag het pak maximaal van taille tot knie lopen)

### Vrouwen
(bijgewerkt t/m 3 augustus 2025)
| Afstand              | Zwemster                                                                               | Land             | Tijd     |    | Datum           | Plaats          |
| -------------------- | -------------------------------------------------------------------------------------- | ---------------- | -------- | -- | --------------- | --------------- |
| Vrije slag           |                                                                                        |                  |          |    |                 |                 |
| 50 meter             | Sarah Sjöström                                                                         | Zweden           | 23,61    | sf | 29 juli 2023    | Fukuoka         |
| 100 meter            | Sarah Sjöström                                                                         | Zweden           | 51,71    |    | 23 juli 2017    | Boedapest       |
| 200 meter            | Ariarne Titmus                                                                         | Australië        | 1.52,23  |    | 12 juni 2024    | Brisbane        |
| 400 meter            | Summer McIntosh                                                                        | Canada           | 3.54,18  |    | 7 juni 2025     | Victoria        |
| 800 meter            | Katie Ledecky                                                                          | Verenigde Staten | 8.04,12  |    | 3 mei 2025      | Fort Lauderdale |
| 1500 meter           | Katie Ledecky                                                                          | Verenigde Staten | 15.20,48 |    | 16 mei 2018     | Indianapolis    |
| Rugslag              |                                                                                        |                  |          |    |                 |                 |
| 50 meter             | Kaylee McKeown                                                                         | Australië        | 26,86    |    | 20 oktober 2023 | Boedapest       |
| 100 meter            | Regan Smith                                                                            | Verenigde Staten | 57,13    |    | 18 juni 2024    | Indianapolis    |
| 200 meter            | Kaylee McKeown                                                                         | Australië        | 2.03,14  |    | 10 maart 2023   | Sydney          |
| Schoolslag           |                                                                                        |                  |          |    |                 |                 |
| 50 meter             | Ruta Meilutyte                                                                         | Litouwen         | 29,16    |    | 30 juli 2023    | Fukuoka         |
| 100 meter            | Lilly King                                                                             | Verenigde Staten | 1.04,13  |    | 25 juli 2017    | Boedapest       |
| 200 meter            | Jevgenia Tsjikoenova                                                                   | Rusland          | 2.17,55  | #  | 21 april 2023   | Kazan           |
| Vlinderslag          |                                                                                        |                  |          |    |                 |                 |
| 50 meter             | Sarah Sjöström                                                                         | Zweden           | 24,43    |    | 4 juli 2014     | Borås           |
| 100 meter            | Gretchen Walsh                                                                         | Verenigde Staten | 54,60    |    | 3 mei 2025      | Fort Lauderdale |
| 200 meter            | Liu Zige                                                                               | China            | 2.01,81  | ss | 21 oktober 2009 | Jinan           |
| Wisselslag           |                                                                                        |                  |          |    |                 |                 |
| 200 meter            | Summer McIntosh                                                                        | Canada           | 2.05,70  |    | 9 juni 2025     | Victoria        |
| 400 meter            | Summer McIntosh                                                                        | Canada           | 4.23,65  |    | 11 juni 2025    | Victoria        |
| Vrije slag estafette |                                                                                        |                  |          |    |                 |                 |
| 4×100 meter          | Mollie O'Callaghan Shayne Jack Meg Harris Emma McKeon                                  | Australië        | 3.27,96  |    | 23 juli 2023    | Fukuoka         |
| 4×200 meter          | Mollie O'Callaghan Shayna Jack Brianna Throssell Ariarne Titmus                        | Australië        | 7.37,50  |    | 26 juli 2023    | Fukuoka         |
| Wisselslag estafette |                                                                                        |                  |          |    |                 |                 |
| 4×100 meter          | Regan Smith (57"57) Kate Douglass (1'04"27) Gretchen Walsh (54"98) Torri Huske (52"22) | Verenigde Staten | 3.49,34  |    | 3 augustus 2025 | Singapore       |

ss - supersonische plastic zwempakken wereldrecord (verboden vanaf 2010; thans mogen pakken enkel nog uit textiel bestaan)

### Gemengd
(bijgewerkt t/m 2 augustus 2025)
| Afstand              | Zwemmer                                                                             | Land             | Tijd    |  | Datum           | Plaats    |
| -------------------- | ----------------------------------------------------------------------------------- | ---------------- | ------- |  | --------------- | --------- |
| Vrije slag estafette |                                                                                     |                  |         |  |                 |           |
| 4×100 meter          | Jack Alexy (46,91) Patrick Sammon (46,70) Kate Douglass (52,43) Torri Huske (52,44) | Verenigde Staten | 3.18,48 |  | 2 augustus 2025 | Singapore |
| Wisselslag estafette |                                                                                     |                  |         |  |                 |           |
| 4×100 meter          | Ryan Murphy(52.08) Nic Fink(58,29) Gretchen Walsh(55.18) Torri Huske(51,88)         | Verenigde Staten | 3.37,43 |  | 3 augustus 2024 | Parijs    |

## Kortebaan (25 m)

### Mannen
(bijgewerkt t/m 15 december 2024)
| Afstand              | Zwemmer                                                         | Land               | Tijd     |   | Datum            | Plaats    |
| -------------------- | --------------------------------------------------------------- | ------------------ | -------- | - | ---------------- | --------- |
| Vrije slag           |                                                                 |                    |          |   |                  |           |
| 50 meter             | Jordan Crooks                                                   | Kaaimaneilanden    | 19,90    |   | 14 december 2024 | Boedapest |
| 100 meter            | Kyle Chalmers                                                   | Australië          | 44,84    |   | 29 oktober 2021  | Kazan     |
| 200 meter            | Luke Hobson                                                     | Verenigde Staten   | 1.38,61  |   | 15 december 2024 | Boedapest |
| 400 meter            | Yannick Agnel                                                   | Frankrijk          | 3.32,25  |   | 15 november 2012 | Angers    |
| 800 meter            | Daniel Wiffen                                                   | IRL                | 7.20,46  |   | 10 december 2023 | Otopeni   |
| 1500 meter           | Florian Wellbrock                                               | Duitsland          | 14.06,88 |   | 21 december 2021 | Abu Dhabi |
| Rugslag              |                                                                 |                    |          |   |                  |           |
| 50 meter             | Kliment Kolesnikov                                              | Rusland            | 22,11    |   | 23 november 2022 | Kazan     |
| 100 meter            | Stewart Coleman                                                 | Verenigde Staten   | 48,33    |   | 29 augustus 2021 | Napels    |
| 200 meter            | Mitch Larkin                                                    | Australië          | 1.45,63  |   | 27 november 2015 | Sydney    |
| Schoolslag           |                                                                 |                    |          |   |                  |           |
| 50 meter             | Emre Sakçı                                                      | Turkije            | 24,95    |   | 27 december 2021 | Gaziantep |
| 100 meter            | Ilya Shymanovich                                                | Wit-Rusland        | 55,28    |   | 26 november 2021 | Eindhoven |
| 200 meter            | Kirill Prigoda                                                  | Rusland            | 2.00,16  |   | 13 december 2018 | Hangzhou  |
| Vlinderslag          |                                                                 |                    |          |   |                  |           |
| 50 meter             | Noè Ponti                                                       | Zwitserland        | 21,32    | f | 11 december 2024 | Boedapest |
| 100 meter            | Noè Ponti                                                       | Zwitserland        | 47,71    |   | 14 december 2024 | Boedapest |
| 200 meter            | Tomoru Honda                                                    | Japan              | 1.46,85  |   | 22 oktober 2022  | Tokyo     |
| Wisselslag           |                                                                 |                    |          |   |                  |           |
| 100 meter            | Caeleb Dressel                                                  | Verenigde Staten   | 49,28    |   | 22 november 2020 | Boedapest |
| 200 meter            | Léon Marchand                                                   | Frankrijk          | 1:48.88  |   | 1 november 2024  | Singapore |
| 400 meter            | Daiya Seto                                                      | Japan              | 3.54,81  |   | 20 december 2019 | Las Vegas |
| Vrije slag estafette |                                                                 |                    |          |   |                  |           |
| 4×50 meter           | Caeleb Dressel Ryan Held Jack Conger Michael Chadwick           | Verenigde Staten   | 1.21,80  |   | 14 december 2018 | Hangzhou  |
| 4×100 meter          | Jack Alexy Luke Hobson Kieran Smith Chris Guiliano              | Verenigde Staten   | 3.01,66  | f | 10 december 2024 | Boedapest |
| 4×200 meter          | Luke Hobson Carson Foster Shaine Casas Kieran Smith             | Verenigde Staten   | 6.40,51  |   | 13 december 2024 | Boedapest |
| Wisselslag estafette |                                                                 |                    |          |   |                  |           |
| 4×50 meter           | Lorenzo Mora Nicolò Martinenghi Matteo Rivolta Leonardo Deplano | Italië             | 1.29,72  |   | 17 december 2022 | Melbourne |
| 4×100 meter          | Miron Lifintsev Kirill Prigoda Andrei Minakov Egor Kornev       | Neutrale Atleten B | 3.18,68  |   | 15 december 2024 | Boedapest |

ss - supersonische plastic zwempakken wereldrecord (verboden vanaf 2010; thans mogen pakken enkel nog uit textiel bestaan en voor mannen mag het pak maximaal van taille tot knie lopen)

### Vrouwen
(bijgewerkt t/m 15 december 2024)
| Afstand              | Zwemster                                                      | Land             | Tijd     |    | Datum            | Plaats       |
| -------------------- | ------------------------------------------------------------- | ---------------- | -------- | -- | ---------------- | ------------ |
| Vrije slag           |                                                               |                  |          |    |                  |              |
| 50 meter             | Gretchen Walsh                                                | Verenigde Staten | 22,83    |    | 15 december 2024 | Boedapest    |
| 100 meter            | Cate Campbell                                                 | Australië        | 50,25    |    | 26 oktober 2017  | Adelaide     |
| 200 meter            | Siobhán Haughey                                               | Hongkong         | 1.50,31  |    | 16 december 2021 | Abu Dhabi    |
| 400 meter            | Summer McIntosh                                               | Canada           | 3.50,25  |    | 10 december 2024 | Boedapest    |
| 800 meter            | Katie Ledecky                                                 | Verenigde Staten | 7.57,42  |    | 5 november 2022  | Indianapolis |
| 1500 meter           | Katie Ledecky                                                 | Verenigde Staten | 15.08,24 |    | 29 oktober 2022  | Toronto      |
| Rugslag              |                                                               |                  |          |    |                  |              |
| 50 meter             | Regan Smith                                                   | Verenigde Staten | 25,23    |    | 13 december 2024 | Boedapest    |
| 100 meter            | Regan Smith                                                   | Verenigde Staten | 54,02    |    | 15 december 2024 | Boedapest    |
| 200 meter            | Regan Smith                                                   | Verenigde Staten | 1.58,04  |    | 14 december 2024 | Boedapest    |
| Schoolslag           |                                                               |                  |          |    |                  |              |
| 50 meter             | Rūta Meilutytė                                                | Litouwen         | 28,37    | sf | 17 december 2022 | Melbourne    |
| 100 meter            | Rūta Meilutytė                                                | Litouwen         | 1.02,36  |    | 12 oktober 2013  | Moskou       |
| 100 meter            | Alia Atkinson                                                 | Jamaica          | 1.02,36  |    | 6 december 2014  | Doha         |
| 100 meter            | Alia Atkinson                                                 | Jamaica          | 1.02,36  |    | 26 augustus 2016 | Chartres     |
| 200 meter            | Kate Douglass                                                 | Verenigde Staten | 2.12,50  |    | 13 december 2024 | Boedapest    |
| Vlinderslag          |                                                               |                  |          |    |                  |              |
| 50 meter             | Gretchen Walsh                                                | Verenigde Staten | 23,94    | sf | 10 december 2024 | Boedapest    |
| 100 meter            | Gretchen Walsh                                                | Verenigde Staten | 52,71    |    | 13 december 2024 | Boedapest    |
| 200 meter            | Summer McIntosh                                               | Canada           | 1.59,32  |    | 12 december 2024 | Boedapest    |
| Wisselslag           |                                                               |                  |          |    |                  |              |
| 100 meter            | Gretchen Walsh                                                | Verenigde Staten | 55,11    |    | 13 december 2024 | Boedapest    |
| 200 meter            | Kate Douglass                                                 | Verenigde Staten | 2.01,63  |    | 10 december 2024 | Boedapest    |
| 400 meter            | Summer McIntosh                                               | Canada           | 4.15,48  |    | 14 december 2024 | Boedapest    |
| Vrije slag estafette |                                                               |                  |          |    |                  |              |
| 4×50 meter           | Ranomi Kromowidjojo Femke Heemskerk Maaike de Waard Kim Busch | Nederland        | 1.32,50  |    | 12 december 2020 | Eindhoven    |
| 4×100 meter          | Kate Douglass Katharine Berkoff Alex Shackell Gretchen Walsh  | Australië        | 3.25,01  |    | 10 december 2024 | Boedapest    |
| 4×200 meter          | Alex Walsh Paige Madden Katie Grimes Claire Weinstein         | Verenigde Staten | 7.30,13  |    | 12 december 2024 | Boedapest    |
| Wisselslag estafette |                                                               |                  |          |    |                  |              |
| 4×50 meter           | Mollie O'Callaghan Chelsea Hodges Emma McKeon Madison Wilson  | Australië        | 1.42,35  |    | 17 december 2022 | Melbourne    |
| 4×100 meter          | Regan Smith Lilly King Gretchen Walsh Kate Douglass           | Verenigde Staten | 3.40,41  |    | 15 december 2024 | Boedapest    |

ss - supersonische plastic zwempakken wereldrecord (verboden vanaf 2010; thans mogen pakken enkel nog uit textiel bestaan)

### Gemengd
(bijgewerkt t/m 26 juni 2022)
| Afstand              | Zwemmer                                                                                         | Land             | Tijd    |  | Datum            | Plaats    |
| -------------------- | ----------------------------------------------------------------------------------------------- | ---------------- | ------- |  | ---------------- | --------- |
| Vrije slag estafette |                                                                                                 |                  |         |  |                  |           |
| 4×50 meter           | Maxime Grousset(20.92) Florent Manaudou(20.26) Beryl Gastaldello(23.00) Melanie Henique (23.15) | Frankrijk        | 1.27,33 |  | 16 december 2022 | Melbourne |
| Wisselslag estafette |                                                                                                 |                  |         |  |                  |           |
| 4×50 meter           | Ryan Murphy (22.37) Nic Fink (24.96 Kate Douglass (24.09) Torri Huske (23.73)                   | Verenigde Staten | 1.35,15 |  | 14 december 2022 | Melbourne |
| 4×100 meter          | Miron Lifintsev (48,90) Kirill Prigoda (54,86) Arina Surkova (55,63) Daria Klepikova (51,08)    | Rusland          | 3.30,47 |  | 14 december 2024 | Boedapest |